# Juan Ramón López Caro
Juan Ramón López Caro (nascut a Lebrija, Sevilla, el 23 de març de 1963) és un entrenador de futbol andalús. El 10 de març del 2008 va ser destituït del seu darrer club, el Real Club Celta de Vigo, on era entrenador des del 8 d'octubre del 2007. Actualment entrena la selecció espanyola sub-21.

## Trajectòria
No va passar de categories regionals com a futbolista, a causa d'una fractura al crani.
Com a tècnic va debutar a la Unión Balompédica Lebrijana, la temporada (1992-93), entrenant més tard altres club de categories inferiors a la província de Sevilla. El seu primer èxit arribà al Dos Hermanas CF, amb el qual va pujar a Tercera Divisió.
Després de passar pel UD Melilla i el filial del RCD Mallorca a la Segona Divisió B, va fitxar pel Reial Madrid B a la temporada 2000-01. Va disputar tres fases d'ascens en quatre temporades amb el conjunt blanc, aconseguint pujar a Segona Divisió durant la campanya 2004-05.
Va jugar 15 partits a Segona Divisió amb el reanomenat Reial Madrid Castella, mantenint l'equip lluny dels llocs de descens.
El 5 de desembre del 2005, va començar a dirigir el primer equip, en ser destituït l'anterior tècnic Vanderlei Luxemburgo.
Al final de la temporada 2005/06, va fitxar pel Racing de Santanter, encara que dos mesos després, abandonà el club i va fer-se càrrec del Llevant UE.
Va ser destituït de la banqueta blaugrana el 15 de gener del 2007, quan l'equip ocupava la dissetena posició.
El 8 d'octubre del mateix any va signar pel Celta de Vigo, substituint al fins llavors tècnic de l'entitat, Hristo Stoítxkov.
El 10 de març del 2008, va ser destituït després d'una ratxa de mals resultats, sent reemplaçat pel fins llavors segon entrenador, Antonio López.